# Kronborg
Kronborg Észak-Európa egyik legjelentősebb reneszánsz vára. A dániai Helsingørben, Sjælland szigetének csúcsán található. Stratégiai jelentőségét annak köszönhette, hogy a Dániát és Svédországot elválasztó Øresund itt a legszűkebb, mindössze 4 km széles.
A vár 2000 óta a világörökség része.

## Történelem
A vár története az 1420-as évekre nyúlik vissza, amikor VII. Erik megépíttette a Krogen nevű erődöt. Ekkoriban a tengerszoros túloldalas is Dániához tartozott. A király vámot vetett ki az Øresundon áthaladó hajókra, és ennek nyomatékosítására emelte a szorost őrző erődítményt, amely akkor egy falon belül több különálló épületből állt.

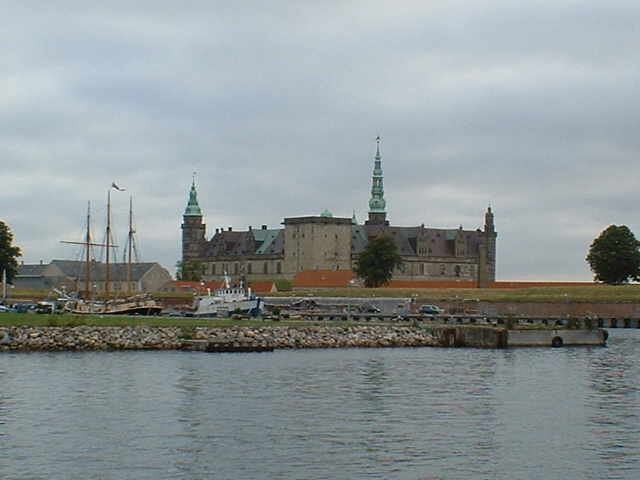
Kronborg a tenger felől

II. Frigyes az épületegyüttest 1574 és 1585 között átépíttette egy Európa-szerte egyedülálló reneszánsz kastéllyá. 1577-ben királyi rendeletben átnevezték Kronborgra. Ekkor a vár a király lakóhelyeként is szolgált.
1629. szeptember 25-én két munkás figyelmetlensége miatt a vár nagy része a lángok martalékává vált; csak a kápolna vészelte át a tűzvészt erős boltíveinek köszönhetően. IV. Keresztély jelentős erőfeszítései nyomán tíz évvel később a vár külseje visszanyerte régi szépségét, a berendezés azonban már sosem lett ugyanolyan, mint azelőtt volt.

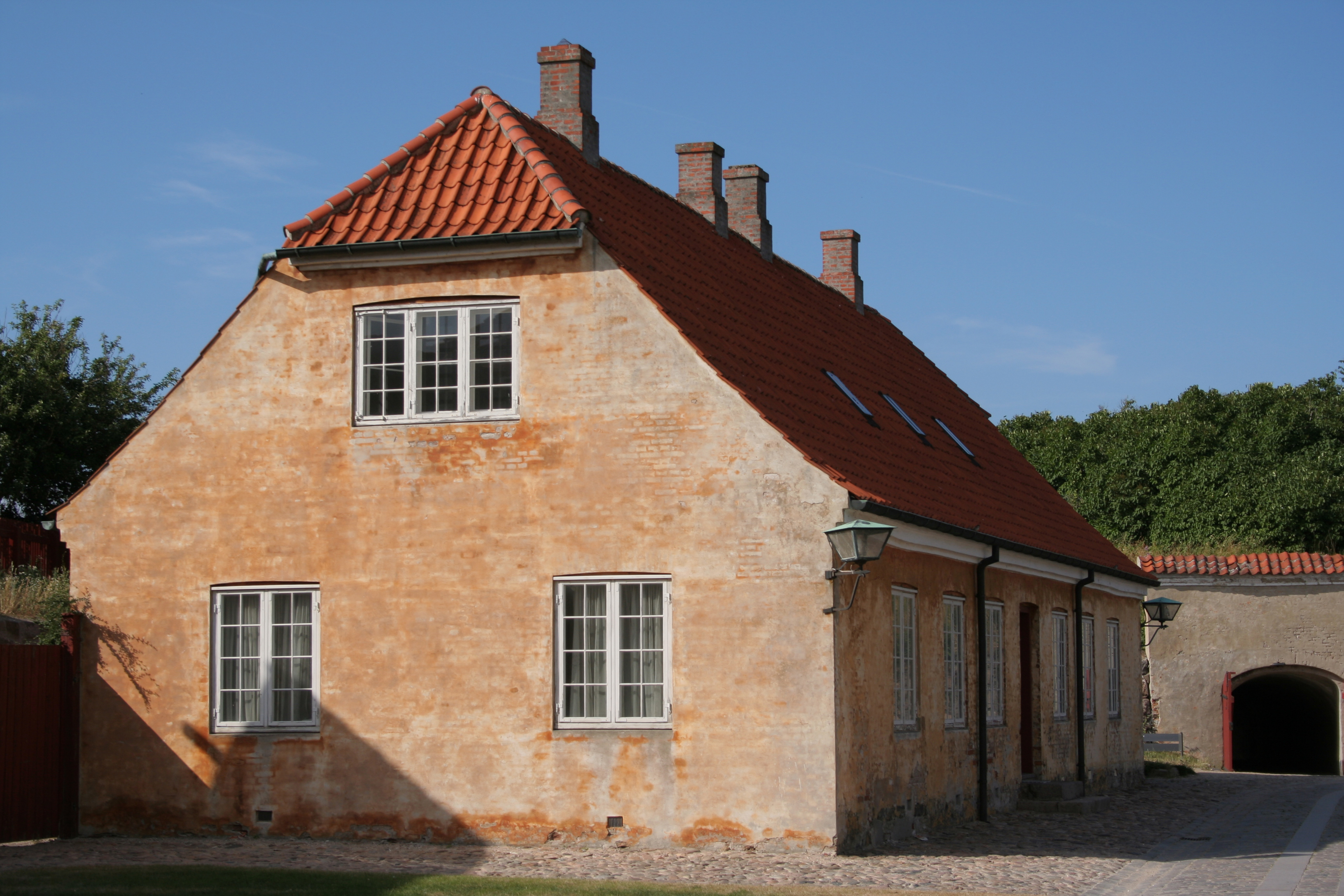
A vár egy melléképülete

A svédek Wrangel tábornok vezetésével 1658-ban három heti ostrom után bevették az erődöt, ami azt mutatja, hogy messze nem volt sebezhetetlen. Ezt követően 1688 és 1690 között kiépítettek egy új védelmi vonalat. A munkálatok befejezése után Kronborg Európa legerősebb erődítményének számított.
1739-től a 19. század közepéig az erőd börtönként működött. 1785-től kezdve katonai igazgatás alá került és kaszárnyaként használták egészen 1923-ig.
Alapítása, 1915 óta itt kapott helyet a Dán Tengerészeti Múzeum, mielőtt kiköltöztették a közeli szárazdokkban, a felszín alatt kialakított modern kiállítóhelyre.

## A Kronborg vár a művészetekben

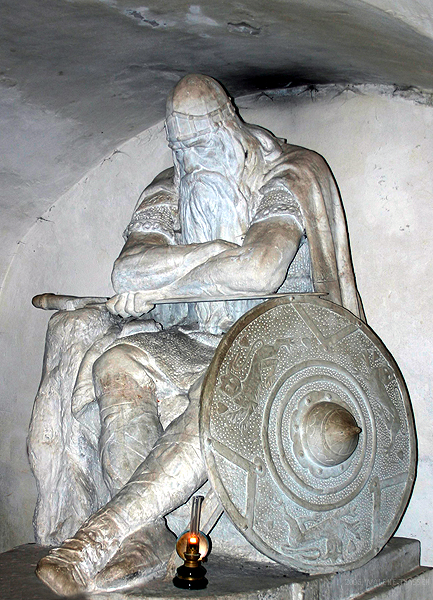
Holger Danske szobra

Kronborg elsősorban Shakespeare Hamlet című drámájának színhelyeként ismert. A színdarabot először 1816-ban, Shakespeare halálának 200. évfordulóján adták elő az erőd falai között; a szerepeket a kaszárnyában szolgáló katonák játszották. Azóta számtalanszor előadták a vár különböző részein, neves vendégművészek szereplésével. Az előadások nagyban hozzájárulnak Kronborg idegenforgalmi jelentőségéhez.
A vár alatti kazamatákban található Holger Danske szobra. Ez a mitikus alak először a Roland-énekben fordul elő Ogier le Danois néven, Skandináviában csak 1510 óta ismert, és különösen Hans Christian Andersen meséje tette ismertté. A történet szerint ez a legyőzhetetlen harcos honvágytól hajtva hazatért egy hadjáratról Dániába, és ott mély álomba zuhant. Ha azonban hazája halálos veszélybe kerül, felkel, és újra harcba megy.